# Flea
Michael Peter Balzary, dit Flea (« puce » en anglais), est un bassiste, pianiste, trompettiste et acteur australo-américain, né le 16 octobre 1962 à Melbourne, en Australie. Il est l'un des membres fondateurs du groupe de rock Red Hot Chili Peppers, avec le chanteur Anthony Kiedis. Son surnom vient à la fois de sa petite taille et de sa façon assez sautillante d'occuper l'espace d'une scène.
Le magazine Rolling Stone le classe second meilleur bassiste de tous les temps derrière John Entwistle.

## Biographie

### Enfance et jeunesse
Alors qu’il a 4 ans, ses parents divorcent et sa mère se remarie en 1967 avec un musicien new-yorkais de jazz, Urban Walter Jr, « alcoolique, junkie et très violent » selon les dires de Flea aujourd’hui. Ce jazzman initie Flea à la musique, qui va prendre une place de la première importance dans la vie du jeune Michael.
Cette même année, il déménage avec sa mère, son beau-père et sa sœur à New York. La première chose dont il se souvient est la cabine du bateau en provenance de Melbourne qu’il s’est pris sur la figure, lorsqu’il voulait admirer la statue de la Liberté. C’est à partir de ce moment-là que Michael, sous l’influence de son beau-père, s’initie au jazz et à la soul music. La famille Balzary emménage dans une grande maison où de nombreux musiciens amis de Walter viennent pour des jams sessions. En assistant à ces concerts improvisés des grands noms du jazz chez lui, Michael décide de faire lui aussi de la musique.
Il s'essaie d'abord à la batterie, puis commence la trompette à l'âge de 10 ans, sur le conseil d'Urban. Il écoute les maîtres du jazz : Miles Davis, Charlie Mingus, Louis Armstrong, … Flea garde le souvenir de cette période émaillée des bêtises qu’il a pu faire à cette époque, à 9-10 ans : petits cambriolages pour les gangs du Bronx, vols de pièces de voitures, deal de drogues… Un des grands moments de cette période demeure sa rencontre, en 1973, avec son idole Dizzy Gillespie en coulisses après un concert, grâce à sa mère : pendant un quart d’heure, le jeune trompettiste a pu témoigner de son amour pour le jazz, la musique et pour Dizzy lui-même qui fut d’ailleurs très touché. Ils trouvèrent même le temps d’échanger quelques notes à la trompette par la suite. En raison des tournées de Walter à travers les États-Unis, la famille Balzary déménage à Los Angeles en 1973. Âgé de 11 ans, il est inscrit à la Bancroft Junior School et il se souvient : « Je suis arrivé d'Australie en 1972 et depuis lors Los Angeles s'est convertie en une cochonnerie, dans tous les sens du terme. »
Dans l'émission Behind The Music sur VH1, il a confessé qu'au début il ne s'intéressait pas au rock et voulait devenir musicien de jazz comme son beau-père mais a changé d'avis après avoir découvert la musique de Kiss, Jimi Hendrix et Led Zeppelin par l'intermédiaire d'Hillel Slovak, futur membre des Red Hot Chili Peppers. Il devient rapidement, grâce à de nombreuses heures de travail consacrées quotidiennement à la trompette  l’élève préféré de ses professeurs de musique. Ces derniers le considèrent même comme le meilleur trompettiste qu’ils aient eu depuis Harv Helbert (qui fréquentait l'établissement quelques années plus tôt).
Il rencontre Anthony Kiedis alors qu'il fréquente le lycée Fairfax, et commence à jouer de la basse à l'âge de 17 ans pour remplacer le bassiste du groupe Anthym fondé par ses amis Hillel Slovak, Jack Irons et Alain Johannes. En 1981, il quitte ce groupe à la recherche de nouvelles expériences musicales. Il rejoint ensuite le groupe Fear, groupe de punk de Los Angeles. En 1982, avec Kiedis, Slovak et Irons ils forment le groupe Red Hot Chili Peppers. À l'époque, il refuse une offre de son idole Johnny Rotten des Sex Pistols qui lui propose de le rejoindre dans son nouveau groupe Public Image Limited, pour pouvoir rester avec ses amis des Red Hot Chili Peppers.

### Carrière musicale
Il continue de jouer de la trompette occasionnellement, comme sur la chanson Sidemouse Advice présente sur l'album Ball Hog or Tug Boat ? de Mike Watt ou lors d'une performance live de Smells Like Teen Spirit du groupe Nirvana, le 23 janvier 1993, lors du Hollywood Rock '93, un festival de musique au Brésil. Sur les chansons Subway To Venus, Pretty Little Ditty et Taste the Pain de l'album Mother's Milk, Apache Rose Peacock de l'album Blood Sugar Sex Magik, Tear de l'album By the Way, Hump de Bump et Torture Me de l'album Stadium Arcadium, on peut entendre Flea jouer de la trompette. Dernièrement, il en joue également lors des performances live des Red Hot. Flea participe en 1999 à l'album Wandering Spirit  de Mick Jagger en interprétant à la basse les titres Out of Focus, Use Me (sur lequel chante également Lenny Kravitz) et I've been Lonely for so long. Il a également joué de la basse sur l'album De-loused in the Comatorium de The Mars Volta et de la trompette sur leur deuxième album, Frances the Mute. En juillet 2009, Flea a été invité par Slash à jouer sur son album solo, Slash, sorti en avril 2010. 
Flea joue sur le morceau Baby Can't Drive interprété par Alice Cooper et Nicole Scherzinger.
Fin 2009, il intègre le groupe Atoms for Peace qui s'articule autour de Thom Yorke (Radiohead), en compagnie de Nigel Godrich, Joey Waronker et Mauro Refosco. Cette formation est créée à la base pour jouer sur scène l'album solo de Yorke The Eraser, mais a également composé quelques morceaux.
Flea lance en 2009 sa propre marque de basse, Fleabass, disponible en quatre coloris, en version adulte ou junior.
En 2012, Flea participe à Rocket Juice and The Moon avec Damon Albarn et Tony Allen, un projet annoncé en 2008.
Profitant de la pause entamée par les Red Hot Chili Peppers en 2007, il apprend le piano et étudie le solfège à l'université du Sud de la Californie.
Il publie ses mémoires, Acid for the Children, le 5 novembre 2019.

## Vie privée
Durant les trente premières années de sa vie, Flea se considére athée et antithéiste. Au début des années 1990, il bouleverse ses croyances puis croit en Dieu et prie régulièrement, « sans être religieux pour autant » selon lui. Il dit avoir assisté à des messes lorsqu'il était encore athée.
Le 25 novembre 2007, lors des incendies à Malibu, sa maison est détruite par les flammes.
Il est devenu végan, comme Anthony Kiedis, pour le bien être des animaux[réf. nécessaire].
Clara Balzary, née le 26 septembre 1988 de son union avec Loesha Zeviar, participe largement à l'activité promotionnelle des Red Hot Chili Peppers. Flea a été marié au mannequin Frankie Rayder (en) pendant sept ans, avec lequel il a eu une fille dont John Frusciante est le parrain, Sunny Bebop, le 26 octobre 2005. Il a également été en couple avec l'actrice Sandha Khin, qui apparaît dans le clip de la chanson Look Around. Il épouse la créatrice Melody Ehsani le 19 octobre 2019.
Flea apporte son soutien à Barack Obama lors des élections présidentielles américaines de 2008 et 2012, à l'instar des autres membres du groupe[réf. nécessaire]. Lors de la campagne pour l'élection présidentielle américaine de 2016, il soutient Bernie Sanders.

## Influences
Le style de Flea est fortement influencé par Bootsy Collins, la musique funk et l'énergie des premiers groupes de punk comme Black Flag ou encore Bad Brains[réf. nécessaire].

## Instruments et matériel

### Basses
- Alembic Epic : Flea utilisa l'Epic pour enregistrer la quasi-totalité de l'album One Hot Minute. Les exceptions sont Aeroplane et Pea. On peut voir la basse dans la deuxième vidéo pour le single My Friends qui a été tournée pendant les sessions d'enregistrement de One Hot Minute dans les studios The Sound Factory.
- Fender Jazz Bass : Flea utilisa principalement les Modulus pour enregistrer By the Way mais quelques chansons comme Body Of Water (Face-B) furent enregistrées avec la Jazz Bass. Pour enregistrer Stadium Arcadium Flea utilisa exclusivement des Jazz Bass, principalement un modèle de 1961 en Shell Pink (couleur très rare : seulement deux exemplaires comme on peut le voir dans le making off du Clip de Dani California). On peut voir cette Jazz Bass dans les vidéos de Dani California et Californication.
- Fender Precision Bass : Ce fut la basse de rechange de Flea durant la tournée de Freaky Styley et fut utilisée pour les premières promos de Stadium Arcadium.
- Sigma : une basse acoustique avec laquelle Flea enregistra Pea.
- Taylor : avec cette basse acoustique Flea enregistra Road Trippin.
- Spector NS : Pour enregistrer The Uplift Mofo Party Plan, Flea utilisa une Spector NS noire avec hardware chrome, des repères de touches en point, deux micros jazz et deux stickers. Flea utilisa cette basse dans la vidéo pour Fight Like a Brave et pendant la tournée de 1987-1988. Flea utilisa également une Spector NS2 avec hardware dorée, repères de touche rectangulaires et une configuration micro P-J pendant les enregistrements de Mother's Milk et dans la vidéo de Knock Me Down. Il utilisa aussi cette basse lors de concerts entre 1989 et 1991 en alternance avec la MusicMan Stingray.
- Wal Custom Mark II : Flea utilisa cette basse bleue pour enregistrer la quasi-totalité de l'album Blood Sugar Sex Magik, exceptions faites de Funky Monks et The Righteous and the Wicked. Flea n'utilisa jamais cette basse en concert, mais on peut la voir dans le film Funky Monks et dans le clip Suck my Kiss des red hot.
- Musicman Cutlass I : pendant la tournée The Red Hot Chili Peppers Flea utilisa d'abord une MusicMan Cutlass I. La basse était noire à l'origine, ce que l'on reconnaît encore au bords qui n'ont pas été couverts de peinture verte et/ou jaune fluo par Flea. Il appliqua également un peu de jaune sur la tête de la basse, et le corps est, comme sur sa première Stingray, couvert d'autocollants roses. Après avoir enregistré Freaky Styley avec cette basse, Flea l'utilisa dans les vidéos de Jungle Man et Catholic School Girls Rule. Cette basse est en fait une Stingray avec un manche en graphite fabriqué par Modulus.
- Spin Bass Guitar: Flea utilise cette basse dans certains lives comme, The Adventures of Rain Dance Maggie (sur le toit).
- Musicman Sterling : on la voit rapidement dans la vidéo de My Friends.
- Music Man StingRay : la première basse de Flea chez les Red Hot Chili Peppers est une Stingray noire avec laquelle il enregistra The Red Hot Chili Peppers. Le corps et la tête sont peints en vert et couverts d'autocollants roses. Il ne faut donc pas confondre cette Stingray avec la Cutlass qui lui ressemble. Flea utilisa au cours de sa carrière un grand nombre d'autres Stingray, sûrement parce qu'il était supporté chez Music Man. Il faut également noter que la seule basse 5 cordes que Flea ai jouée était une Stingray5. Musicman lui fabriqua également un modèle unique de Stingray MM3 avec un Cutaway plus profond pour un meilleur accès aux aigus.
- Modulus Flea Bass : sa basse signature. Flea dispose de plusieurs de ces Modulus, dont les plus connues sont en Blue Flake, Silver Flake (pour les chansons en Drop-D pendant les concerts) et, la plus connue, la Punk Bass qui dispose d'un motif aux couleurs du drapeau Hollandais. Pendant la Tournée Stadium Arcadium sa Jazz Bass '61 ne passa pas bien dans le mix, donc Flea retourna sur Modulus, avec cette fois-ci un nouveau modèle en Sunburst. À noter que Ue-chan du groupe Maximum the Hormone a la même basse.
- Vidéo de Dani California : Flea utilisa plusieurs basses dans ce clip : une contrebasse dans la partie Rockabilly, une Höfner 500/1 dans la partie Beatles, une Precision Bass dans la partie Rock Psychedelique, une Ampeg Dan Armstrong Bass (plexi) dans la partie Funk, des Jazz Bass dans les parties Glam-Rock, Punk et Red Hot Chili Peppers, une Vintage 'Metal Axxe' Wraith dans le style Goth que Flea critique dans le making-off du clip, une Gibson Flying-V dans la partie Hair-Metal et finalement une Gibson Thunderbird dans la partie Grunge qui doit rappeler le MTV Nirvana Unplugged (groupe avec lequel les Red Hot Chili Peppers ont tourné).

### Effets
- DBX 160A
- BOSS ODB-3 Bass Overdrive (Around the World, Don't Forget Me…)
- Electro Harmonix Big Muff (So Much I)
- MXR (en) Micro Amp (pour un boost en clean, par exemple pendant certaines parties en slap)
- Musitronics MU-TRON III (Sir Psycho Sexy)
- Electro Harmonix Q-Tron (21st Century)
- BOSS FT-2 Dynamic Filter (Premier solo de Coffee Shop, avec la pédale d'expression)
- BOSS AW-2 Auto Wah (Falling Into Grace)
- DOD FX25 Envelope Filter (The Power Of Equality)
- Flea utilisa également d'autres pédales comme la Wah de Dunlop (Get On Top), la Bassballs de Electro Harmonix, ou encore une Envelope Filter DOD-FX25 que l'on peut voir dans sa vidéo Flea Master Session

### Amplification
Flea utilise toujours le même ensemble d'amplis en tournée : trois têtes Gallien-Krueger 2001RB, trois enceintes 4*10 Gallien-Krueger 410RBH et trois enceintes 1*15 Gallien-Krueger 115RBH[réf. nécessaire].
En 2011, la marque Acoustic refait surface en ressortant l'ampli de légende Acoustic 360. Flea utilisa ces amplis lors d'une tournée, amplis qu'utilisait Jaco Pastorius dont Flea est un grand admirateur. John Paul Jones les utilisa aussi avec Led Zeppelin[réf. nécessaire].

### Autres
- En tournée Flea emporte quatre Modulus et utilise principalement sa Punk-Bass, la Silver-Flake étant utilisée pour le Drop-D[10].
- Flea utilise des cordes GHS Bass-Boomers.045-.105 qui sont changées à chaque concert sur la basse principale et toutes les semaines sur les autres. Il existe maintenant un set GHS Flea-Signature.
- Lorsqu'un médiator est nécessaire Flea utilise des Dunlop Tortex .60mm.
- Pour sonoriser sa basse lors des concerts, Flea utilise deux boîtes de direct pour envoyer les signaux Pre- et Post-effets au mix de façade et de retours. Un Shure SM98 repique également un des haut-parleurs 10". Toutes les connexions sont assurées par Monster Cable.
- Les systèmes sans-fils pour les basses viennent de Shure.

## Discographie

### Avec les Red Hot Chili Peppers
- 1984 : Red Hot Chili Peppers
- 1985 : Freaky Styley
- 1987 : The Uplift Mofo Party Plan
- 1988 : The Abbey Road E.P.
- 1989 : Mother's Milk
- 1991 : Blood Sugar Sex Magik
- 1992 : What Hits!?
- 1994 : Live Rare Remix Box
- 1994 : Out in L.A.
- 1995 : One Hot Minute
- 1998 : Under the Covers
- 1999 : Californication
- 2002 : By the Way
- 2003 : Greatest Hits
- 2004 : Live in Hyde Park
- 2006 : Stadium Arcadium
- 2011 : I'm with You
- 2016 : The Getaway
- 2022 :  Unlimited Love
- 2022 :  Return of the dream canteen

### Participations
- #1 da Woman de Tricky
- Baby Can't Drive de Slash avec Alice Cooper, Nicole Scherzinger et Steven Adler
- Barcelona de Jewel
- Bleed for Something Beautiful de Keith Caputo
- Bust a Move de Young MC
- Daily Battles de Thom Yorke[11]
- De-Loused in the Comatorium de The Mars Volta
- Note to a Friend de Aleka's Attic
- Concert Series Volume 1 de Axis of Justice
- Freeway de Porno for Pyros avec Dave Navarro
- Gimme Shelter de Patti Smith
- Hardcharger de Porno for Pyros avec Dave Navarro
- Hard Life Easy de Satellite Party
- Heart of Gold de Johnny Cash
- I Come Off de Young MC
- I Make My Own Rules de LL Cool J avec Dave Navarro
- Idiots Rule de Jane's Addiction avec Angelo Moore et Christopher Dowd
- Ill Wind de Michael Brook avec James Pinker Pinkerelly, Jimmy Scott, et Michael Stipe
- It's A Rockin World de Joe Strummer avec Tom Morello, Benmont Tench, DJ Bonebreak, et Nick Hexum
- I've Been Down en solo
- Leave My Monkey Alone de Warren Zevon
- Kettle Whistle de Jane's Addiction
- Miranda that Ghost Just Isn't Holy Anymore de The Mars Volta
- Blowing Changes de Joshua Redman Elastic Band
- Narcissus d'Alanis Morissette
- The Odyssey d'Incubus
- Rocket Juice and The Moon de Rocket Juice and The Moon
- So What! de Jane's Addiction
- Spiritual de Johnny Cash avec Curt Bisquera
- War de Bone Thugs-N-Harmony avec Henry Rollins et Tom Morello
- The Widow de The Mars Volta
- What'll I Do (Remix) de Janet Jackson (Remixé par Flea, Chad Smith & Dave Navarro)
- White Rabbit de Patti Smith avec Tom Verlaine
- You Oughta Know d'Alanis Morissette avec Dave Navarro

## Filmographie
- 1984 : Suburbia de Penelope Spheeris : Razzle
- 1986 : Coup double de Jeff Kanew : l'ensemble des Red Hot de l'époque, Flea, Kiedis, Slovak et Martinez qui jouent leurs propres rôles
- 1987 : Dudes de Penelope Spheeris : Milo
- 1987 : Stranded de Fleming B. Fuller et Tex Fuller : Jester l'extra-terrestre
- 1987 : Neige sur Beverly Hills de Marek Kanievska : un musicien
- 1988 : Let's Get Lost documentaire de Bruce Weber sur la vie de Chet Baker, un jeune homme fan du trompettiste et chanteur américain
- 1988 : The Blue Iguana de John Lafia : Floyd
- 1989 : Retour vers le futur 2 de Robert Zemeckis : Douglas J. Needles
- 1990 : Retour vers le futur 3 de Robert Zemeckis : Douglas J. Needles
- 1991 : My Own Private Idaho de Gus Van Sant : Budd
- 1991 : Motorama de Barry Shils : le garçon de salle de la cafétéria
- 1992 : Roadside Prophets d'Abbe Wool : Too Free Stooges
- 1993 : L'Apprenti fermier de Steve Rash : un tatoueur
- 1994 : À toute allure d'Adam Rifkin : Dale
- 1996 : Just Your Luck de Gary Auerbach : Johnny
- 1998 : Las Vegas Parano de Terry Gilliam : un musicien
- 1998 : The Big Lebowski de Joel Coen : Kieffer, un nihiliste
- 1998 : La Famille Delajungle de Gabor Csupo, Arlene Klasky, Steve Pepoon : Donnie (voix)
- 1998 : Psycho de Gus Van Sant : Bob Summerfield
- 1999 : Gen¹³ de Kevin Altieri : voix de Grunge/Edward Chang
- 1999 : Liar's Poker de Jeff Santo : Freddie
- 2000 : Goodbye, Casanova de Mauro Borrelli : Silent
- 2002 : La Famille Delajungle le film de Jeff McGrath et Cathy Malkasian : Donnie (voix)
- 2003 : Les Razmoket rencontrent les Delajungle de John Eng et Norton Virgien : Donnie (voix)
- 2014 : Low Down de Jeff Preiss : Hobbs
- 2015 : Vice-Versa (Inside Out) de Pete Docter : Jake, l'un des policiers de la mémoire (voix)
- 2017 : Baby Driver d'Edgar Wright : Eddie « No-Nose »
- 2018 : Boy Erased de Joel Edgerton : Brandon
- 2019 : Queen and Slim de Melina Matsoukas : M. Shepherd
- 2021 : Arlo, le garçon alligator (film d'animation) de Ryan Crego : Ruff (voix)
- 2021 : The Sparks Brothers (documentaire) d'Edgar Wright : lui-même
- 2022 : Babylon de Damien Chazelle : Bob Levine
- 2022 : Obi-Wan Kenobi de Hossein Amini : Vect Nokru
- 2024 : Transformers : EarthSpark : Aftermath (voix)